# Михаил Пуговкин
Михаил Иванович Пуговкин е съветски и руски актьор. Народен артист на СССР. Участник на Велика Отечествена война

## Биография
Михаил Пуговкин е роден на 13 юли 1923 г. в село Рамешки, Чухломски район, Костромска област.

### Смърт
Умира на 25 юли 2008 г. в дома си в Москва поради обостряне на диабет. Михаил Пуговкин е погребан на 29 юли 2008 г. на гробището Ваганки в Москва. Последната воля на починалия е да бъде погребан до близкия му приятел Александър Абдулов.

## Избрана филмография
| Година | Заглавие на български                       | Оригинално заглавие                    | Роля                  | Режисьор | Бележки |
| ------ | ------------------------------------------- | -------------------------------------- | --------------------- | -------- | ------- |
| 1958   | „Девойката с китарата“                      | Девушка с гитарой                      | Пенкин                |          |         |
| 1959   | „Снежна приказка“                           | Снежная сказка                         | шофьор                |          |         |
| 1964   | „Дайте книгата за жалби“                    | Дайте жалобную книгу                   | играч в домино        |          |         |
| 1965   | „Операция „Ы“ и други приключения на Шурик“ | Операция Ы и другие приключения Шурика | бригадир              |          |         |
| 1971   | „12-те стола“                               | 12 стульев                             | отец Фьодор           |          |         |
| 1973   | „Иван Василиевич сменя професията си“       | Иван Васильевич меняет профессию       | Карп кинорежисьор     |          |         |
| 1975   | „Не може да бъде!“                          | Не может быть!                         | Григорий Горбушкин    |          |         |
| 1980   | „За кибрит“                                 | За спичками                            | началник на полицията |          |         |
| 1982   | „Спортлото-82“                              | Спортлото-82                           | Сан-Санич             |          |         |
| 1978   | „Ералаш (випуск 16)“                        | Ералаш                                 | Цар                   |          |         |